# Brandenburgische Küche

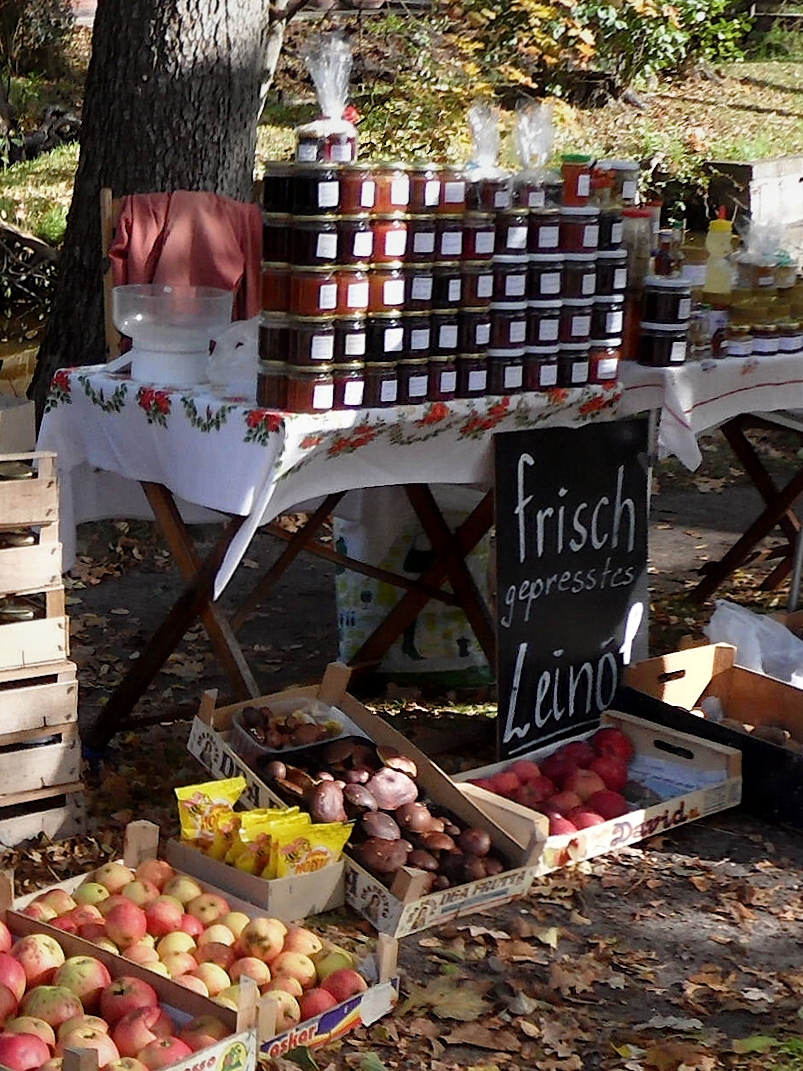
Hofverkauf in Brandenburg

Die brandenburgische Küche gilt als eher bodenständig. Traditionell kommen darin auch die Traditionen der Bevölkerung Nordostdeutschlands, ähnlich wie in Mecklenburg oder Pommern, zum Ausdruck. 

## Fisch
Die Küche im Land Brandenburg ist wegen der zahlreichen größeren und kleinen Binnenseen sehr reich an Fisch. Vor allem Hecht, Zander, Aal und Karpfen wie der Peitzer Karpfen spielen eine Rolle. Eine typische Zubereitung ist die Kombination mit der Spreewaldsauce.

## Gemüse
Auch die Kartoffel ist ein unverzichtbarer Bestandteil der brandenburgischen Küche, seit Friedrich der Große der Kartoffel in Brandenburg mit königlichen Verordnungen zum Durchbruch verholfen hat.

## Regionale Spezialitäten
Eine Spezialität der Niederlausitz sind Plinse (in Lübben: der Plins, die Plinse, auch Pfannenkuchen oder Pfannkuchen), eine Form von Eierkuchen. Außerdem wird hier das Leinöl mit seinen mehrfach ungesättigten Fettsäuren gewonnen und gegessen. Quark mit Leinöl, oft mit gehackten Zwiebeln oder Schalotten, traditionell zusammen mit Pellkartoffeln („Pellkartoffeln, Quark und Leinöl“ oder auch in Niederlausitzer Mundart „Kneedeln, Leineel und Quark“) sind eine in der Region und darüber hinaus bekannte Hauptspeise. Spezialitäten der Uckermark sind u. a. der Kloppschinken (panierter Koch- oder Räucherschinken), der Wrukeneintopf (Eintopf mit Kohlrüben, Gemüse und Fleischeinlage) sowie die Fliederkräude (süß-saure Soße aus Holundermus). Das Prignitzer „Nationalgericht“ ist Knieperkohl. Zu den Nachtischen gehören das Fürst-Pückler-Eis und der Klemmkuchen aus dem Fläming. 

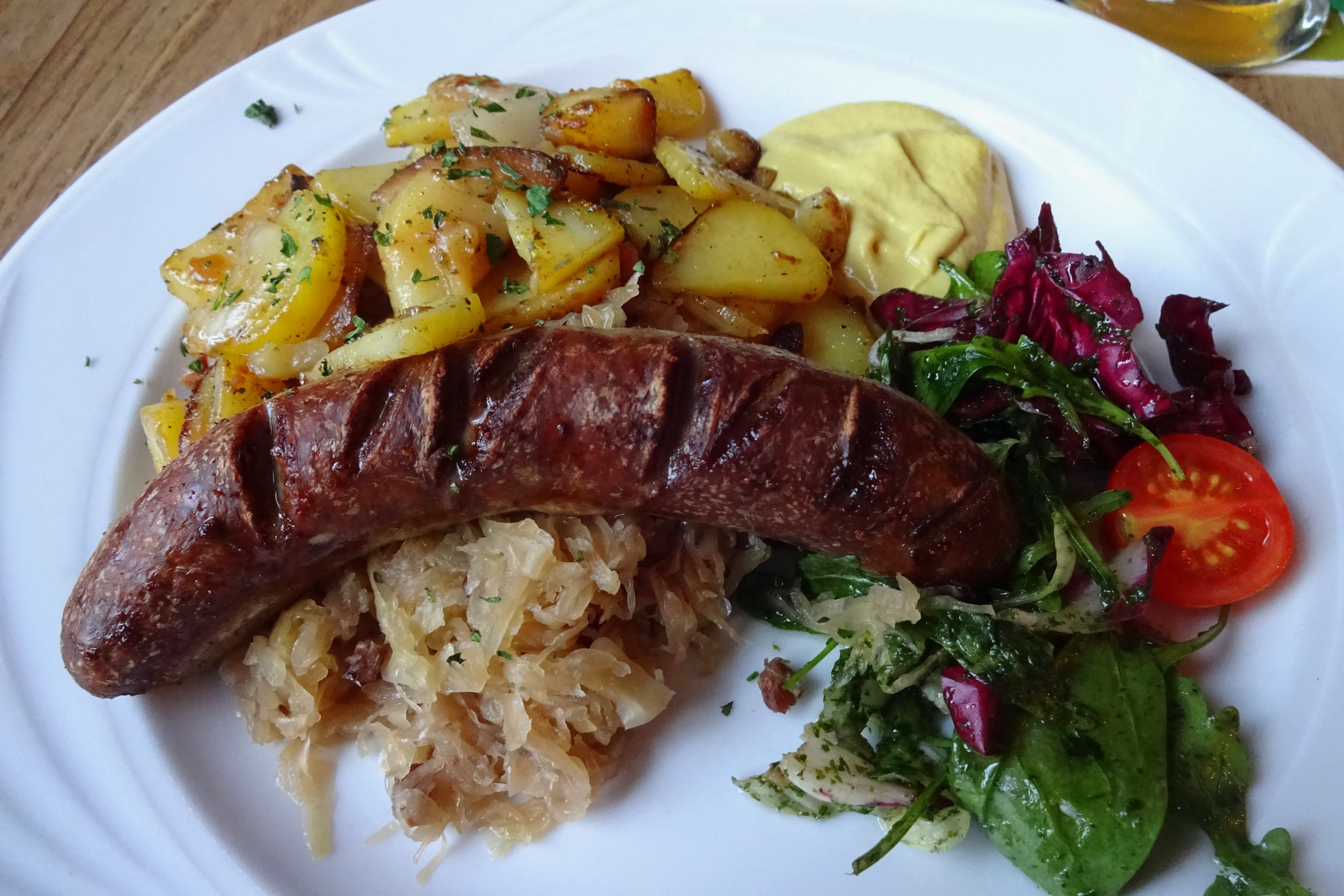
Rehbratwurst mit Sauerkraut und Bratkartoffeln
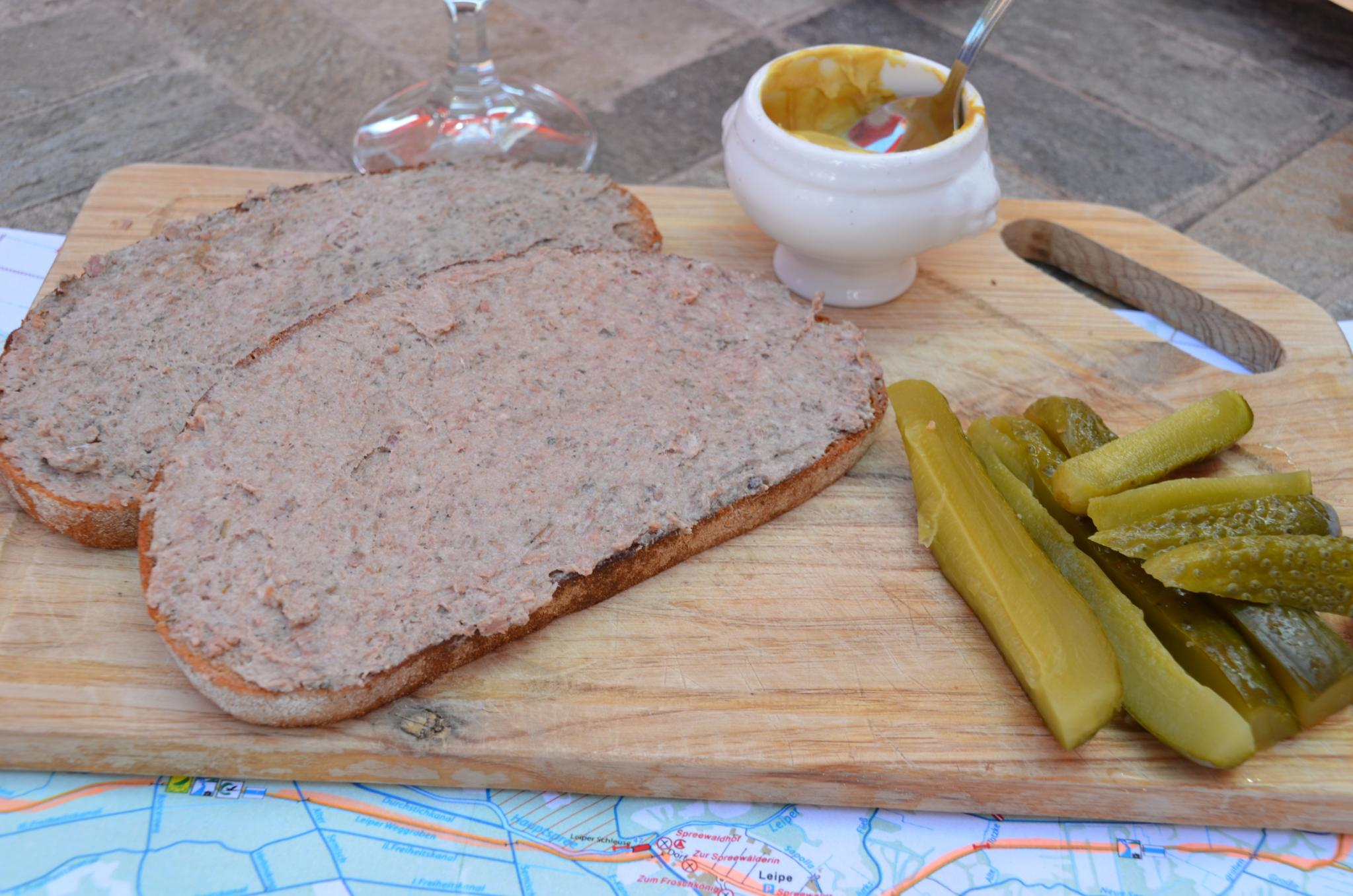
Leberwurstbrot mit Spreewaldgurke
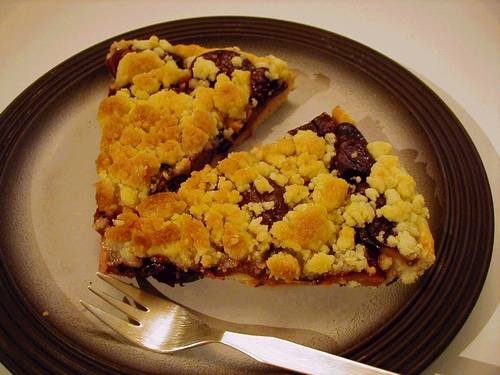
Streuselkuchen mit Pflaumen
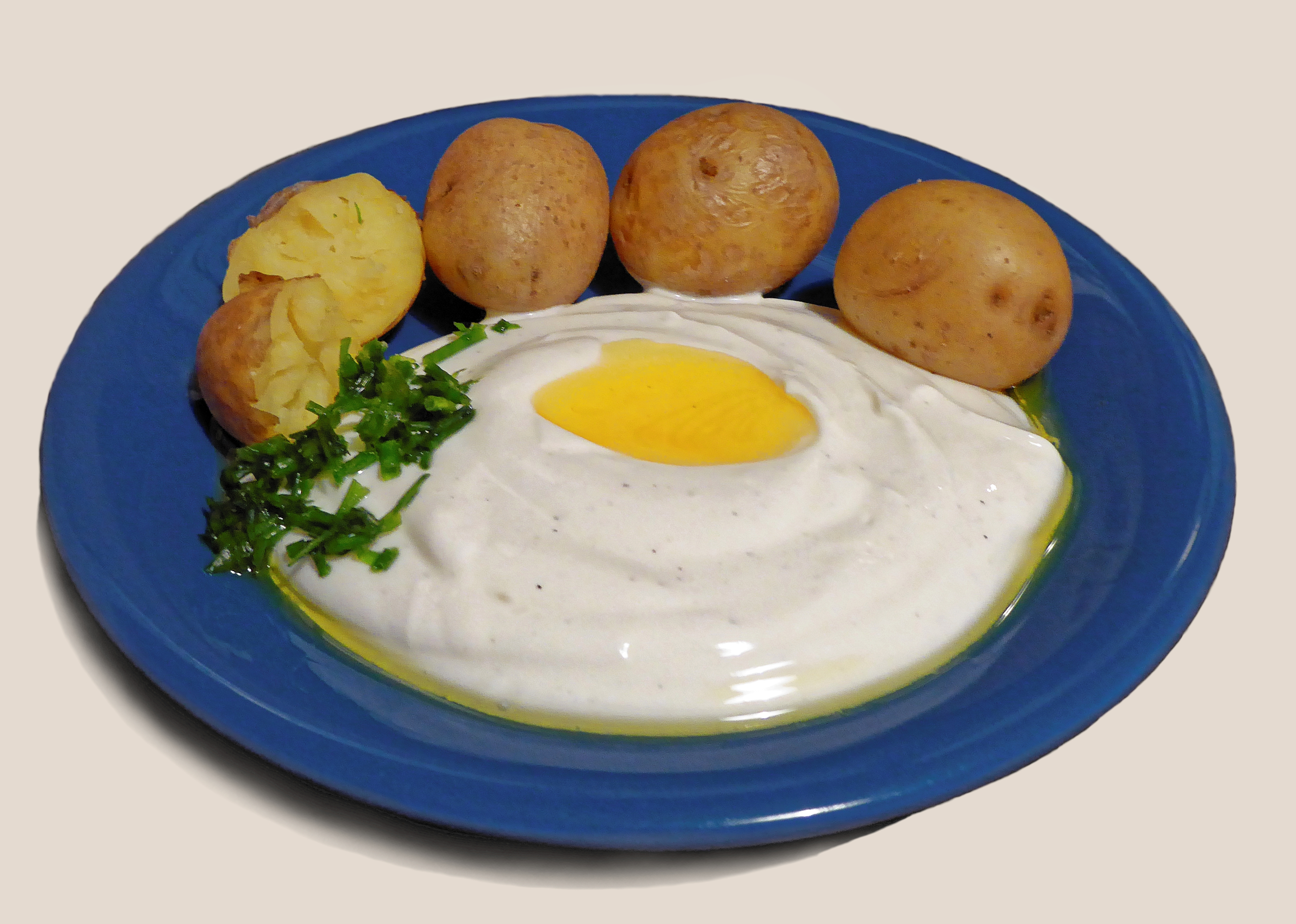
Quark mit Leinöl
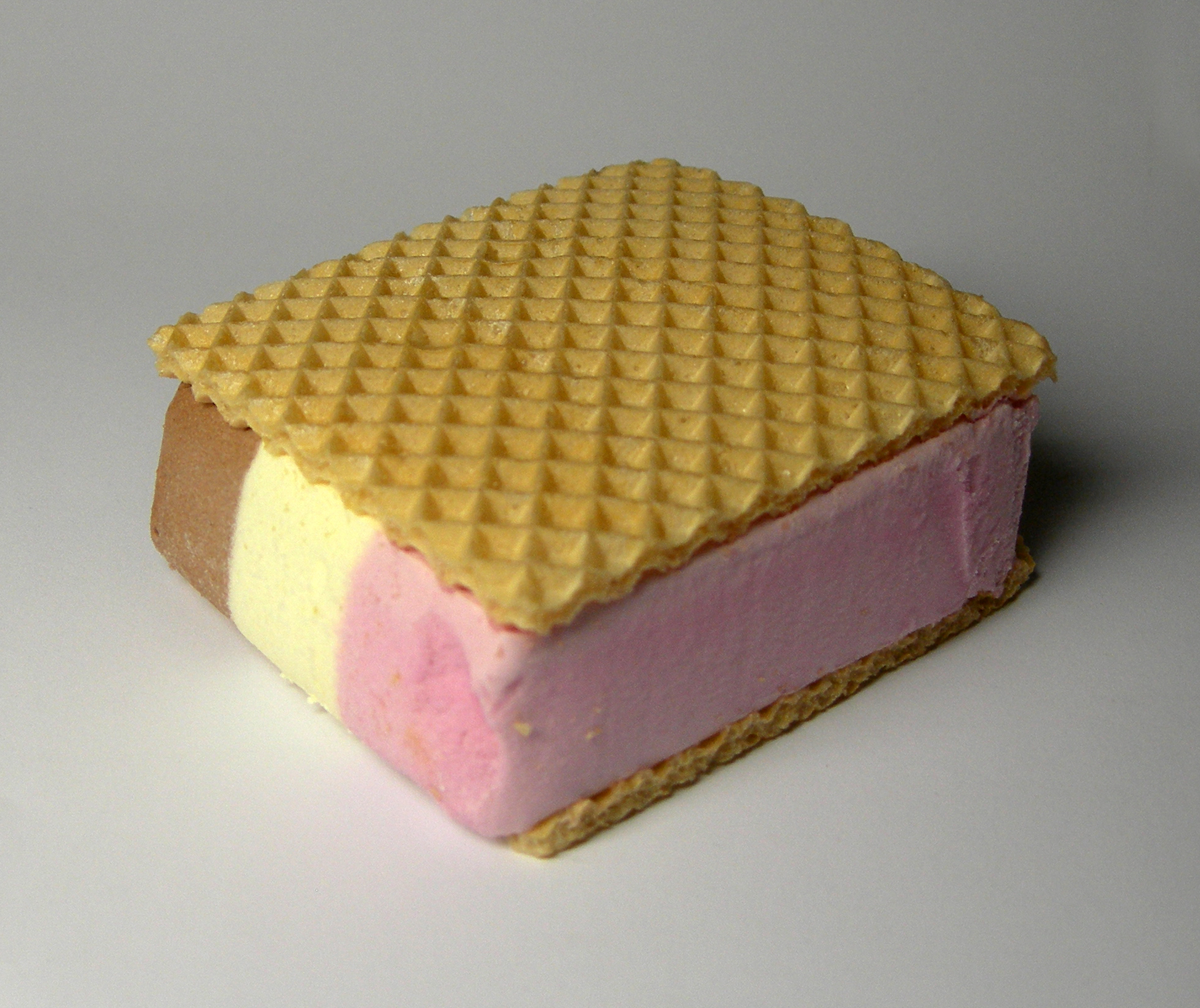
Fürst-Pückler-Schnitte

## Getränke

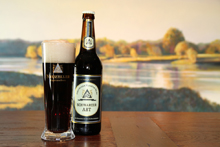
Bier Schwarzer Abt

In Brandenburg gibt es verschiedene Brauereien. Um das von der Klosterbrauerei Neuzelle schwarz eingefärbte Bier gab es einen jahrelangen juristischen Streit, weil die Landesregierung der Brauerei untersagen wollte, das Getränk unter der Bezeichnung Schwarzbier zu vermarkten. 
Eine ehemals blühende Biermetropole war Bernau. Allerdings wurde das „Bernauer Bier“ zuletzt in Berlin-Friedrichshagen hergestellt. Seit 2020 wird in Bernau wieder Bier gebraut. Eine Genossenschaft braut im Ortsteil Börnicke.
Um die Stadt Werder herum wird viel Obst angebaut und zu Obstweinen weiterverarbeitet. In verschiedenen Brennereien werden auch gute Obstbrände produziert.